# Air China Cargo
A Air China Cargo é uma empresa aérea de carga com sede em Pequim, na China, foi fundada em 1987 como uma subsidiária da Air China.

## Frota

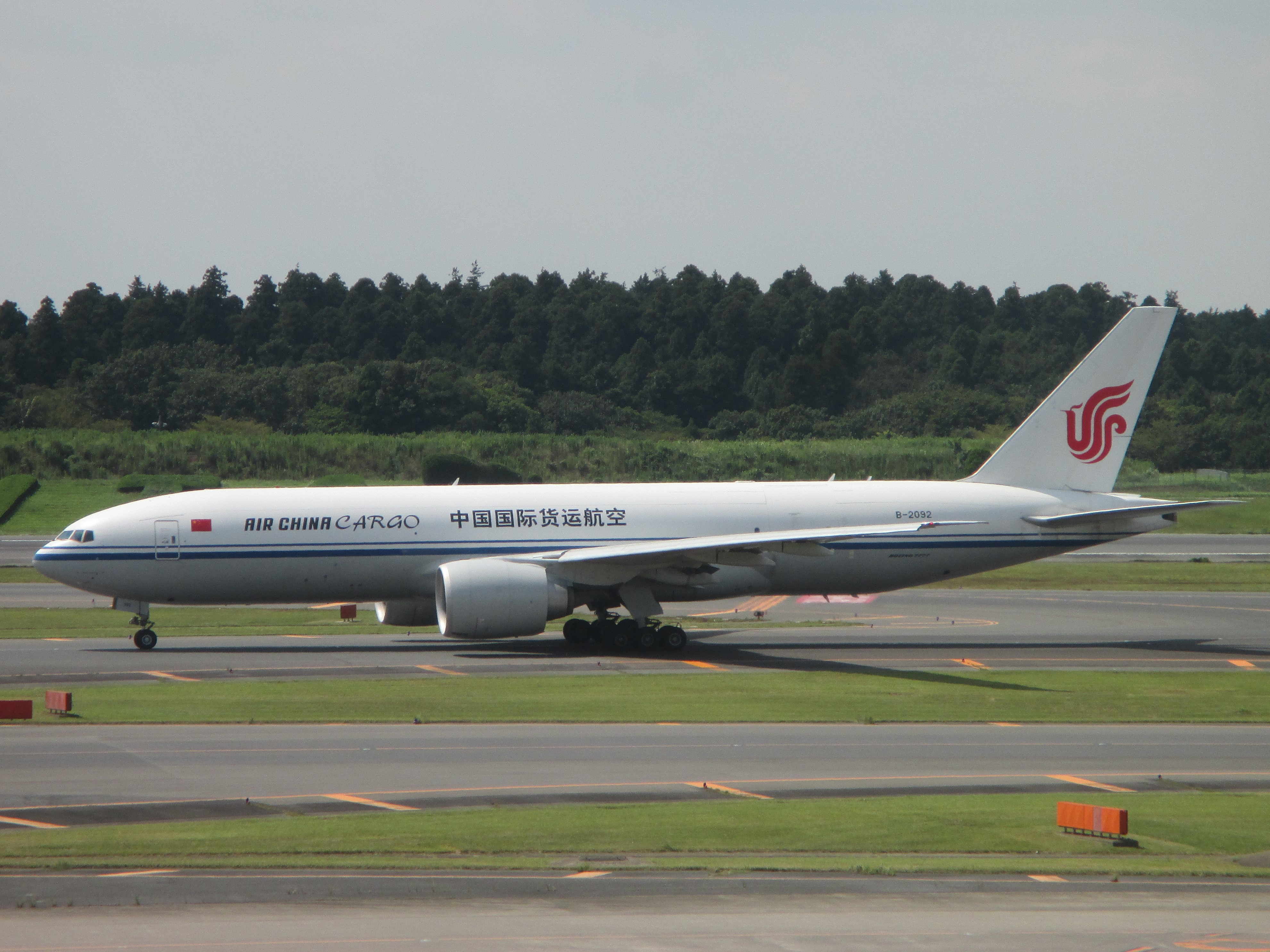
Boeing 777F

Em agosto de 2017:
- Boeing 747-400F: 3
- Boeing 757-200PCF: 4
- Boeing 777F: 8